# Is It Love
Is It Love (englisch Ist es Liebe) ist ein englischsprachiger Popsong der schwedischen Sängerin Loreen.

## Entstehung
Das Werk wurde von MTHR, Dag Lundberg, Maia Wright geschrieben. Albin Nedler übernahm die Produktion des Gesangs, während sich Josh Gudwin für die Abmischung verantwortlich zeichnete. Als Produzent des gesamten Werkes fungierte Rami Yacoub. Die Aufnahmen entstanden in den MXM Studios.
Laut Loreen reflektiert und beschreibt der Song eine verwirrende Liebe. Zeitgleich stehe die Dualität des Lebens im Fokus:

„Es geht um die Erkenntnis, dass man die Dualität des Lebens akzeptieren muss, um ein tieferes Verständnis für sich selbst zu entwickeln, dass Verzerrung und Klarheit Hand in Hand gehen und gleich wichtig sind. Und um die Tiefe der wahren Liebe zu erfahren, sowohl zu sich selbst als auch zu anderen, muss man die Tiefe des Schmerzes akzeptieren und erfahren.“

## Musikalisches
Der Song ist dem Genre Pop zuzuordnen. Als ein begleitendes Instrument ist die Spanische Gitarre hervorzuheben. Das Werk umfasst zwei Strophen, auf die jeweils ein Prechorus bzw. eine Bridge und der Refrain folgen. Der Refrain nach der zweiten Strophe schließt das Werk ab.

## Musikvideo
Das Musikvideo zum Song wurde in der Wüste Tunesiens gedreht. Videoregisseur war Moncef Henaien. Die Veröffentlichung des Musikvideos erfolgte am 26. Oktober 2023.

## Kommerzieller Erfolg

### Chartplatzierungen
| ChartsChartplatzierungen | Höchstplatzierung | Wochen |
| ------------------------ | ----------------- | ------ |
| Schweden (GLF)           | 13 (5 Wo.)        | 5      |

### Auszeichnungen für Musikverkäufe
| Land/Region       | Auszeichnungen für Musikverkäufe (Land/Region, Auszeichnung, Verkäufe) | Verkäufe |
| ----------------- | ---------------------------------------------------------------------- | -------- |
| Belgien (BRMA)    | Gold                                                                   | 20.000   |
| Frankreich (SNEP) | Platin                                                                 | 200.000  |
| Polen (ZPAV)      | Gold                                                                   | 25.000   |
| Insgesamt         | 2× Gold · 1× Platin ·                                                  | 245.000  |